# 24945 Houziaux
24945 Houziaux è un asteroide della fascia principale. Scoperto nel 1997, presenta un'orbita caratterizzata da un semiasse maggiore pari a 2,5418841 UA e da un'eccentricità di 0,0989572, inclinata di 3,76023° rispetto all'eclittica.